# Campofrío
Cet article concerne la ville espagnole. Pour l'entreprise agroalimentaire, voir Campofrío Food Group.
Campofrío est une commune de la province de Huelva dans la communauté autonome d'Andalousie en Espagne.